# Sussex

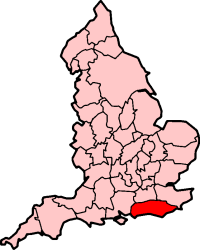
Grevskapet Sussex.

Sussex är ett traditionellt grevskap i södra England som numera är administrativt uppdelat på de två administrativa grevskapen West Sussex och East Sussex samt staden Brighton and Hove. Dess huvudort var Lewes, nu huvudort i East Sussex.

## Geografi
Sussex gränsar i norr till Surrey, i nordöst till Kent, i söder till Engelska kanalen och i väster till Hampshire. En höjdsträckning av kalkformation, kallad South Downs, löper igenom Sussex från öster till väster och slutar med det tvärbranta, 159 m höga Beachy Head. Genom denna delas Sussex i två skilda partier, den ytterst bördiga kusten och den norra, med återstoden av den i forna tider vittomfattande skogbevuxna delen, kallad "the Weald", som genomdras av Forest Ridge, som i Crowborough Beacon når 243 m.
Det traditionella grevskapet motsvarar ungefär det gamla kungariket Sussex.

## Historik
Sussex var det första engelska landskap, som erövrades av sachsarna och erhöll namnet Sussex som kungarike för sydsachsarna (jämför med Essex, Middlesex och Wessex). Länge bibehöll det även, mer än något annat engelskt grevskap, sachsiska namn och sedvänjor. 1066 landsteg Vilhelm Erövraren i Sussex och segrade 14 oktober samma år vid slaget vid Hastings.